# Monique Gimel
Monique Gimel ou Monique Debreucq-Gimel, née le 14 novembre 1933 à Mulhouse, est une pilote française de char à voile Classe 1.
Elle s'illustre d'une part en devenant championne d'Europe lors des 7e championnats d'Europe de char à voile 1969 et en étant la première femme à effectuer, en 1967, la traversée du Sahara en char à voile.

## Biographie
Monique Helfer-Weigel naît le 14 novembre 1933 à Mulhouse dans le département du Haut-Rhin.
Avec son époux, Jean Gimel, elle participe à la création de la fédération française de char à voile en 1964.
Elle est la seule femme à participer à l'expédition qui traverse le Sahara en char à voile (entre Colomb-Béchar et Nouakchott), en 1967, ce qui lui vaut de la part des gens du désert, le surnom de « Madame char à voile ». Elle  effectue cette traversée sur un char Demoury, concepteur de char à voile au Touquet-Paris-Plage, ville où Monique Gimel habite à cette époque et où elle fait partie du club de char à voile, le Blériot-club.
À noter que Christian Nau, passionné de char à voile fait partie de cette aventure.
Après cette expérience, elle décide d'organiser une compétition, dans le désert, sur 500 km  intitulée « la croisière des oasis ». La course a lieu à Pâques 1969 avec 12 chars à voile identiques.
Toujours impliquée dans le char à voile et restée proche de ses racines alsaciennes, elle vit aujourd'hui à Mamers dans la Sarthe.

## Palmarès

### Championnats d'Europe de char à voile
- Médaille d'argent en 1967 à Sankt Peter-Ording,  Allemagne
- Médaille d'or en 1969 à Cherrueix,  France[5],[6].

### Championnats de France
- Championne de France en 1965[2].